# Yellel
Yellel (în arabă يالل) este o comună din provincia Relizane, Algeria.
Populația comunei este de 38.101 locuitori (2008).